# ريتشي غرانت
ريتشي غرانت (بالإنجليزية: Richie Grant)‏ (28 فبراير 1970 بدبلن في جمهورية أيرلندا - ) هو لاعب كرة قدم أيرلندي في مركز الدفاع. لعب مع Minnesota Thunder ‏.